# St. Vitus (Belum)

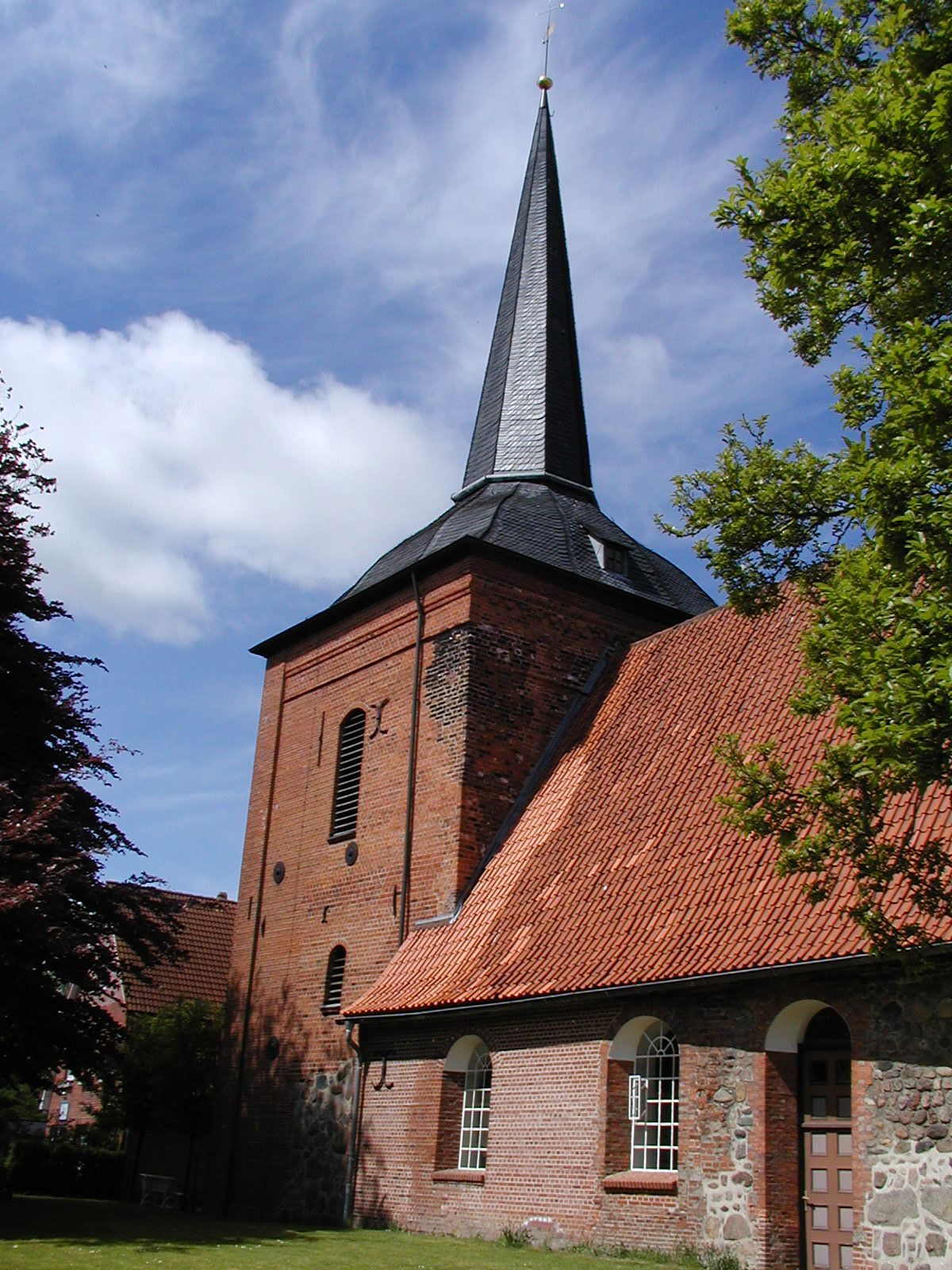
St. Vitus

Die evangelisch-lutherische denkmalgeschützte Kirche St. Vitus steht in Belum, einem Mitglied des Gemeindeverbandes der Samtgemeinde Land Hadeln im Landkreis Cuxhaven von Niedersachsen. 
Die Kirchengemeinde Belum war bis ins 14. Jahrhundert nach Geversdorf eingepfarrt, hatte aber schon seit etwa 1200 eine eigene Kirche. Heute gehört die Kirchengemeinde Belum zur Gesamtkirchengemeinde am Dobrock im Kirchenkreis Cuxhaven-Hadeln des Sprengels Stade der Evangelisch-lutherischen Landeskirche Hannovers.

## Beschreibung
Die romanische Saalkirche aus Feldsteinen wurde um 1200 erbaut. Sie hat einen leicht eingezogenen rechteckigen Chor im Osten und einen mächtigen aus der Mittelachse nach Norden verschobenen Kirchturm im Westen. Um 1500 und 1668 fanden umfangreiche Ausbesserungen aus Backsteinen statt, insbesondere an großen Teilen des Turms und am Giebel des Chors. Die ursprünglichen Fenster an der Nordseite sind vermauert, ebenso das Portal am Chor. Die heutigen Bogenfenster stammen aus dem letzten Viertel des 17. Jahrhunderts. Auf dem Turm sitzt eine flach geschwungene, schiefergedeckte Haube, die sich in einem achtseitigen spitzen Helm fortsetzt, der mit einer Turmkugel, einer Wetterfahne und einem Kreuz bekrönt ist. In seinem Glockenstuhl hängen zwei Kirchenglocken, eine wurde um 1450, die andere wurde 1962 von der Glocken- und Kunstgießerei Rincker gegossen. Der Turm dient seit 1322 der Schifffahrt auf der Elbemündung als Landmarke.
Die Kirchenausstattung, wie die hölzerne Kanzel-Altar-Wand, stammt von 1868, ebenso das Kirchengestühl und die Emporen. Die erste Orgel wurde 1795 von Georg Wilhelm Wilhelmy gebaut. Sie wurde 1905 durch ein neues Werk von Furtwängler & Hammer ersetzt. Die heutige Orgel wurde von Rowan West im alten Prospekt gebaut. Sie hat 13 Register, verteilt auf 2 Manuale und Pedal.